# 越濱站
越濱站（日语：／ Koshigahama eki */?）是位於山口縣萩市大字椿東，屬於西日本旅客鐵道（JR西日本）的山陰本線車站。站名「越濱」取自車站周邊一帶的地名。越濱地區距離車站東北方約1公里處，而本站則位於後小畑地區。

## 歷史
- 1960年（昭和35年）4月1日 - 日本國有鐵道（國鐵）山陰本線長門大井站至東萩之間新設此旅客車站。
  - 當時車站地址為山口縣萩市大字椿東字長畠。
- 1987年（昭和62年）4月1日 - 伴隨國鐵分割民營化，車站由西日本旅客鐵道（JR西日本）營運。
- 2005年（平成17年）3月6日 - 隨著萩市（第二次）成立，車站地址為現時位置。
- 2013年（平成25年）7月28日 - 發生暴雨（日语：平成25年7月28日の島根県と山口県の大雨），包含此站在內，益田站至長門市站之間暫停服務。（包含此站在內，奈古站至長門市站之間在同年8月4日重開。）

## 車站構造
本站是高架車站，設有1面1線的單式月台。往長門市方向的列車會開啟右邊車門，並且與往益田方向的列車使用同一月台。由於車站建設在斜坡上，因此月台和車站入口之間設有樓梯連接。此戰沒有設置站房

## 使用狀況
以下為近年1日平均乘車人次列表：
| 乘車人次變化 | 乘車人次變化    |
| 年度         | 1日平均乘車人次 |
| ------------ | --------------- |
| 1999         | 69              |
| 2000         | 54              |
| 2001         | 50              |
| 2002         | 45              |
| 2003         | 40              |
| 2004         | 39              |
| 2005         | 31              |
| 2006         | 38              |
| 2007         | 33              |
| 2008         | 28              |
| 2009         | 19              |
| 2010         | 18              |
| 2011         | 16              |
| 2012         | 21              |
| 2013         | 22              |
| 2014         | 17              |
| 2015         | 12              |
| 2016         | 13              |
| 2017         | 13              |
| 2018         | 12              |

## 車站周邊
- 笠山
- 明神池（日语：明神池 (萩市)）
- 萩市立越濱中學
- 萩市立越濱小學
- 海洋萩

## 巴士
- 防長交通
  - 萩市內線（萩巴士中心（日语：萩バスセンター）、玉江站方向）
  - 越濱方向
  - 大井、奈古方向
  - 經大井，福賀、宇生賀方向

## 相鄰車站
西日本旅客鐵道
■山陰本線
長門大井－越濱－東萩

## 注腳
1. ↑  山口縣統計年鑑

## 外部連結
- 越濱｜車站資訊：JR出門網 - 西日本旅客鐵道